# Customer Loyalty Management
Customer Loyalty Management betrifft alle Handlungen, die eine Organisation unternimmt, um sowohl die Kundentreue als auch die Kundenbindung zu steigern. Dazu gehören Kundenkarten, Treue-Clubs, sowie die direkte Kommunikation mit bereits bestehenden Kunden, die sich zu Markenbotschaftern entwickeln und somit neue Kunden ansprechen. Das Ergebnis sind langfristige Beziehungen und loyale Kunden.

## Begriff
Der Begriff Loyalty (engl.), zu Deutsch Loyalität, beschreibt die Bereitschaft einer Person (z. B. Kunde, Arbeitnehmer, Freund etc.), durch Investitionen oder Aufopferungen, Beiträge zur Stärkung der Beziehung zu leisten.

## Digital Customer Loyalty Management
Durch die Digitalisierung gewinnen neue Medien an Bedeutung. Neben der traditionellen Methode mit Kundenkarten, entscheiden sich daher immer mehr Unternehmen auf digitale Lösungen (z. B. Apps) umzusteigen. Diese bieten Unternehmen die Möglichkeit, ihren Kunden die aktuellen News rund um die Uhr zur Verfügung zu stellen, mit ihnen direkt zu kommunizieren sowie Trends und das Kaufverhalten zu beobachten.